# Alsodes igneus
Alsodes igneus és una espècie de granota endèmica de Xile; només es troba al parc nacional de Tolhuaca, a la província de Malleco, al vessant oest dels Andes. El nom específic igneus, que vol dir "quelcom que crema", va ser triat per simbolitzar la supervivència de la població al gran foc forestal que va afectar la zona l'any 2000.

## Hàbitat
L'hàbitat de l'Alsodes igneus són els boscos de Nothofagus; s'han trobat adults als rierols d'aquests boscos i els capgrossos corresponents entre les roques del rierol. Habiten a una altura aproximada de 920 m.

## Descripció
Els mascles adults d'Alsodes igneus mesuren 46 mm. de llargada (basat en un individu) i les femelles de 59 a 67 mm (basat en dos individus incloent l'holotipus). El musell és curt i lleugerament truncat vist des del darrere. Una línia negra s'estén sota el canthus rostralis; el color de la pell és caqui. La superfície del dors és granular. Els dits dels peus són quasi absents. Els cap grossos mesuren fins a 61 mm de llargada.